# Chi Cá mõm ống
Chi Cá mõm ống hay chi Cá lao hoặc chi Cá cocnê (danh pháp khoa học: Fistularia) là một chi nhỏ, bao gồm các loài cá biển rất thuôn dài, chi duy nhất trong họ Cá mõm ống hay họ Cá lao hoặc họ Cá cocnê (Fistulariidae) thuộc bộ Syngnathiformes.

## Từ nguyên
Danh pháp Fistularia có nguồn từ tiếng Latinh fistula nghĩa là ống, đường ống; để nói tới phần mõm dài như một cái ống của các loài cá trong chi này, từ đó mà có tên cá mõm ống.

## Phân bố
Cá biển nhiệt đới và cận nhiệt đới. Khu vực phân bố: Đại Tây Dương, Ấn Độ Dương và Thái Bình Dương.

## Đặc điểm
Cơ thể cực kỳ thuôn dài, hơi ép xuống với chiều rộng lớn hơn chiều sâu. Không râu. Không vảy, nhưng có các tấm vảy xương xuất hiện trên các bộ phận khác nhau của cơ thể, hầu hết được da che phủ. Đầu rất dài, các xương phía trước của hộp sọ kéo dài ra nhiều tạo thành một ống dài, kết thúc ở miệng hẹp; ống này được hình thành từ các xương ngẫu đối, xương trước sàng, xương sau bướm, xương giữa bướm, xương vuông, xương vòm miệng, xương lá mía và xương giữa sàng. Cả hai hàm và thường thì cả xương lá mía và xương vòm miệng đều có những chiếc răng nhỏ; màng liên kết các xương của các ống phía dưới rất lỏng lẻo, do đó ống có khả năng giãn nở nhiều. Xương sau thái dương cùng xương hóa với sọ. Tia xương che nắp mang 5 đến 7; mang 4, một khe ở phía sau mang thứ tư. Màng mang tách biệt, rời với eo; lược mang teo đi. Các thành phần xương đáy mang không đầy đủ. Xương họng trên thứ tư bị thiếu hoặc cứng khớp với xương thứ ba. Có các mang giả. Bong bóng to. Hoàn toàn không có tia gai vây lưng; 13-20 tia mềm vây lưng ngắn, ở phần sau của lưng và hơi nhô cao; 13-20 tia mềm vây hậu môn đối diện với nó và tương tự; vây đuôi chẻ, các tia giữa kéo dài thành sợi dài; vây ngực nhỏ với gốc rộng, phía trước có một vùng nhẵn bóng; các bướu từ xương dưới quạ kéo dài rất nhiều; xương trên đòn rất nhỏ; vây bụng rất nhỏ, cách nhau rộng, ở phần bụng, theo chiều thẳng đứng thì nằm phía trước vây lưng khá nhiều, gồm 6 tia mềm. Ruột tịt môn vị một vài; ruột ngắn. Hậu môn gần vây bụng. Đường bên khá phát triển, phần trước cong đến gần như giữa lưng và kéo dài đến sợi vây đuôi. Đốt sống rất nhiều [76-87 = 4 + (44-49) + (28-33)]; với 4 đốt sống đầu tiên rất dài; các đốt sống phần bụng với 2 phần mở rộng sang bên, tiêu giảm dần về phía sau. Chiều dài tổng cộng trong khoảng 1,06–2,00 mét (3,48–6,56 ft). Ăn các loài cá nhỏ, động vật giáp xác và động vật không xương sống khác ở vùng duyên hải hoặc trong các rạn san hô. Không quan sát thấy sự chăm sóc, bảo vệ của cá bố mẹ với trứng và con non.

## Các loài
Hiện tại người ta công nhận 4 loài còn sinh tồn trong chi này:
- Fistularia commersonii Rüppell, 1838: Cá mõm ống đốm lam hay cá mõm ống nhẵn. Khu vực phân bố: Từ Hồng Hải và bờ biển Đông Phi đến các đảo Rapa Iti và Phục Sinh, về phía bắc tới miền nam Nhật Bản, về phía nam tới Australia và New Zealand. Cũng ghi nhận tại Địa Trung Hải.[11] Quần thể đông trung Thái Bình Dương từ Mexico tới Panama, gồm cả các đảo ngoài khơi. Thường bị xác định nhầm là F. petimba, loài cá nước sâu hơn, có màu ánh đỏ hoặc da cam ánh nâu với các tấm xương dọc theo đường giữa lưng.
- Fistularia corneta C. H. Gilbert & Starks, 1904: Cá mõm ống Thái Bình Dương, cá cocnê Thái Bình Dương. Khu vực phân bố: Miền nam California, vịnh California, vùng duyên hải phía tây Baja California, Mexico tới Peru, gồm cả các đảo ngoài khơi.
- Fistularia petimba Lacépède, 1803: Cá lao không vảy, cá cocnê đỏ. Khu vực phân bố: Miền tây Đại Tây Dương: Từ đông nam Florida, Hoa Kỳ đến Trung Mỹ nhưng có nguồn cho là rộng hơn, từ Massachusetts đến miền nam Brasil và Argentina. Miền đông Đại Tây Dương: Galicia, Tây Ban Nha, Cape Blanc và Cape Verde đến Angola. Cũng có báo cáo từ vịnh Walvis, Namibia. Khu vực Ấn Độ Dương - Thái Bình Dương: Hồng Hải và Đông Phi đến các đảo Hawaii và Tuamoto, phía bắc đến miền nam Nhật Bản và quần đảo Ogasawara, phía nam đến Victoria, Australia. Tên khoa học này thường bị sử dụng sai cho F. commersonii, loài cá cùng chi và phổ biến hơn nhưng sống gần mặt biển hơn. Địa Trung Hải: Cadiz, Tây Ban Nha (miền nam bán đảo Iberia).
- Fistularia tabacaria Linnaeus, 1758: Cá cocnê. Khu vực phân bố: Miền đông Đại Tây Dương: Cape Blanc và Cape Verde đến Angola. Miền tây Đại Tây Dương: Bermuda, Georges Bank và miền nam Canada đến Brasil. Vịnh Mexico, Antilles, bờ biển Trung Mỹ và Nam Mỹ.

## Sử dụng
Cá mõm ống ít có giá trị kinh tế và có thể tìm thấy tại các chợ hải sản địa phương trong phạm vi sinh sống của chúng.

## Lưu ý
Các danh pháp Fistularia khác:
- Fistularia Donati, 1750: Không được công nhận, do thiết lập trước thời Linnaeus (tính từ năm 1753 trở đi).[4][8]
- Fistularia Forsskål, 1775 là đồng nghĩa của Holothuria Linnaeus, 1767 trong họ Holothuriidae thuộc ngành Echinodermata.[12]
- Fistularia Müller, 1776 là đồng nghĩa của Coryne Gaertner, 1774 trong họ Corynidae thuộc ngành Cnidaria.[13]